# Metropolitana di Doha
La metropolitana di Doha (in arabo مترو الدوحة) è una rete di linee metropolitane a servizio della maggiore città e capitale del Qatar. Con il completamento della prima fase, avvenuto il 10 dicembre 2019, la rete si compone di 3 linee, per un totale di 37 stazioni e una lunghezza complessiva di 76 km. Le prime 13 stazioni erano entrate in funzione l'8 maggio.

## Rete
La rete metropolitana di Doha si compone di tre linee:
| Linea   | Percorso                                            | Inaugurazione | Lunghezza | Stazioni |
| ------- | --------------------------------------------------- | ------------- | --------- | -------- |
| Rossa   | Lusail ↔ Aeroporto Internazionale Hamad / Al Wakrah | 2019          | 40,0 km   | 18       |
| Verde   | Al Mansoura ↔ Al Riffa                              | 2019          | 22,0 km   | 11       |
| Oro     | Ras Bu Abboud ↔ Al Aziziyah                         | 2019          | 14,0 km   | 11       |
| Totale: | Totale:                                             | Totale:       | 76,0 km   | 37       |

### Linea Rossa
La linea Rossa (in arabo الخط الأحمر) della metropolitana di Doha collega la città e i suoi sobborghi da nord, con capolinea presso Lusail, a sud, dividendosi in due diramazioni, una verso sud-est, con capolinea presso l'Aeroporto Internazionale Hamad e un'altra verso sud, con capolinea ad Al Wakrah. Nota anche come «linea costiera», incrocia la linea Verde nelle stazioni di Al Bidda e Msheireb e la linea Oro nella stazione di Msheireb. È sotterranea nella tratta Qatar University-Aeroporto Internazionale Hamad e in superficie nelle restanti tratte, Lusail-Qatar University e Economic Zone-Al Wakrah.

### Linea Verde
La linea Verde (in arabo الخط الأخضر) della metropolitana di Doha collega il centro della città, con capolinea presso Al Mansoura, alla zona nord-ovest, con capolinea presso Al Riffa. Nota anche come «linea istruzione», incrocia la linea Rossa nelle stazioni di Al Bidda e Msheireb e la linea Oro nella stazione di Msheireb. È interamente sotterranea, fatta eccezione per il capolinea settentrionale Al Riffa, che è in superficie.

### Linea Oro
La linea Oro (in arabo الخط الذهبي) della metropolitana di Doha collega la città e i suoi sobborghi da sud, con capolinea presso Al Aziziyah, a est, con capolinea presso Ras Bu Abboud. Nota anche come «linea storica», incrocia la linea Rossa nella stazione di Msheireb e linea Verde sempre nella stazione di Msheireb. È interamente sotterranea.

## Storia

### Progettazione
Le prime proposte per una rete di linee metropolitane risalgono al 2007, quando, nell'ambito della candidatura di Doha per ospitare i giochi olimpici del 2016, il governo del Qatar promise importanti investimenti per lo sviluppo di un'efficiente rete di trasporto pubblico locale. Nonostante il fallimento della candidatura, si decise comunque di continuare con il progetto, soprattutto in vista della candidatura del Qatar per ospitare i mondiali di calcio del 2022, andata poi a buon fine.
Nel novembre 2009, la società immobiliare Qatari Diar e la società ferroviaria tedesca Deutsche Bahn International firmarono un accordo per la creazione di una joint venture, la Qatar Railways Development Company (QRDC), che si occupasse della realizzazione, dello sviluppo e della gestione non solo della metropolitana di Doha ma anche della futura rete ferroviaria qatariota. Nel 2011 la Qatar Rail acquisì tuttavia le quote di Deutsche Bahn divenendo l'unico azionista della QRDC.
Il progetto finale, del costo di 36 miliardi di dollari, prevedeva la realizzazione, in diverse fasi, di quattro linee metropolitane.

### Fase 1

#### Appalti
Nell'agosto del 2012, vennero assegnati i primi contratti, per un valore complessivo di 1.423 milioni di riyal. In seguito, furono assegnati i contratti per le singole linee:
- il consorzio guidato dall'italiana Salini Impregilo e composto anche dalla sudcoreana SK Engineering & Construction e dalla qatariota Galfar Engineering & Contracting si è aggiudicato, nell'aprile del 2013, la realizzazione della tratta sotterranea della sezione nord della linea rossa, comprendente 7 stazioni e una lunghezza di 13 km;[11]
- il consorzio guidato dalla joint venture tra Qatari Diar e la francese Vinci Construction Grands Projects si è aggiudicato, nel giugno 2013, la realizzazione della tratta sotterranea della sezione sud della linea rossa, comprendente 7 stazioni e una lunghezza di 21 km;[12]
- il consorzio composto dalle aziende Porr, Saudi Binladin e HBK Contracting Company si è aggiudicato, nel giugno 2013, la realizzazione dell'intera linea verde con 9 stazioni per una lunghezza di 22 km;[10]
- il consorzio guidato dalla spagnola Fomento de Construcciones y Contratas e composto anche da Archirodon, Yüksel e Petroserv si è aggiudicato, nel marzo 2014, la realizzazione dalla tratta in superficie della sezione sud della linea rossa, comprendente 3 stazioni e una lunghezza di 6 km;[13]
- infine, il consorzio guidato dalla greca Ellaktor e composto anche da Yapi Merkezi, STFA, Larsen & Toubro e Al Jaber Engineering si è aggiudicato, nell'aprile 2014, la realizzazione dell'intera linea oro con 10 stazioni per una lunghezza di 14 km.[14]

Inoltre, il consorzio composto da Samsung C&T, Obrascon Huarte Lain e Qatar Building Company si è aggiudicato la realizzazione delle due stazioni più importanti dell'intera rete, Msheireb e Education City, mentre, nel settembre 2014, UNStudio è stato incaricato di curare la progettazione architettonica di circa 30 stazioni. La joint venture tra Systra e Parsons Brinckerhoff si occuperà, invece, della gestione e supervisione complessiva dei lavori.

#### Costruzione
Dopo l'assegnazione dei primi contratti ad agosto, il 10 ottobre 2012 iniziò ufficialmente la costruzione della rete metropolitana, con la posa della prima pietra presso la stazione di Msheireb, futuro interscambio tra le linee rossa, verde e oro, alla quale presenziarono anche l'amministratore delegato di Qatar Rail Saad Ahmed al-Muhannadi e l'amministratore delegato di Msheireb Properties Abdulla al-Subaie. Nel giugno 2013, partirono i lavori per la sezione nord della linea rossa, mentre nel settembre 2014, ebbero inizio i lavori di scavo per la linea verde. Nel 2014 partirono anche i lavori di costruzione della linea oro.
Per costruire le sezioni sotterranee, la Qatar Rail ha previsto l'utilizzo di 21 tunnel boring machine (TBM). Ognuna misura 7,05 metri di diametro e 120 metri di lunghezza, e alla fine della costruzione avranno rimosso oltre 5 milioni di metri cubi di materiale. Sei TBM saranno destinate alla linea verde, altrettante alla linea oro e le rimanenti alla linea rossa. Con 21 TBM attive, nel settembre 2015, alla Qatar Rail è stato riconosciuto il Guinness dei primati per "il maggior numero di tunnel boring machines operative contemporaneamente in un unico progetto", superando il precedente record di 19 TBM attive contemporaneamente,
Il 12 aprile 2016, un alto funzionario della Qatar Rail ha riferito che il 37% della prima fase era stato completato, in particolare i lavori di scavo dei tunnel erano completi all'85% mentre la realizzazione delle sezioni in superficie era al 55%. Riguardo alle singole linee è stato dichiarato che la linea rossa era completa al 37%, la linea verde al 51% e la linea oro all'80%. Il successivo 30 marzo 2016, la Qatar Rail ha annunciato il completamento dei lavori di scavo dei tunnel della linea verde, con l'arrivo della TBM alla stazione di Education City. Il 21 marzo, la Qatar Rail aveva invece celebrato il completamento dei lavori di scavo della sezione nord della linea rossa.
Il 26 settembre 2016, con l'arrivo della TBM Msheireb nella stazione sotto l'aeroporto Hamad, capolinea meridionale della sezione sud della linea rossa, tutti lavori di scavo della prima fase sono stati completati. Con il raggiungimento di questo obiettivo, la Qatar Rail ha riferito che oltre il 50% della prima fase era ormai completo.

#### Completamento
L'8 maggio 2019 sono state inaugurate le prime 13 stazioni della linea Rossa (tratta Al Qassar-Al Wakra). Alcuni mesi più tardi, il 21 novembre è stata aperta tutta la linea Oro e il 10 dicembre sono state aperte tutta la linea Verde e i prolungamenti della linea Rossa verso l'Aeroporto Internazionale Hamad (nuova diramazione) e Lusail, ad eccezione della stazione Legtaifiya. Legtaifiya è stata inaugurata il 1º settembre 2020.

## Caratteristiche tecniche
I sistemi tecnici per la rete sono stati forniti da un consorzio guidato dalla giapponese Mitsubishi Heavy Industries e formato da altre quattro aziende: le giapponesi Mitsubishi Corporation, Hitachi e Kinki Sharyo e la francese Thales. La Mitsubishi Heavy Industries ha fornito le porte di banchina e si è occupata dei lavori per la ventilazione dei tunnel e per l'alimentazione dei treni, Mitsubishi Corporation e Kinki Sharyo hanno fornito i 75 convogli a tre casse e Thales si è occupata dell'automazione mediante l'installazione del communication based train control (CBTC).

## Progetti

### Prolungamenti
| Linea | Tratta                                  | Stato            | Inaugurazione prevista | Lunghezza | Stazioni |
| ----- | --------------------------------------- | ---------------- | ---------------------- | --------- | -------- |
| Rossa | Lusail ↔ Al Khor Nord                   | In progettazione | Entro il 2026          | TBA       | 8        |
| Rossa | Al Wakrah ↔ Mesaieed Industrial         | In progettazione | Entro il 2026          | TBA       | 11       |
| Verde | Al Riffa ↔ Doha West International      | In progettazione | Entro il 2026          | TBA       | 1        |
| Verde | Al Mansoura ↔ Industrial Area South     | In progettazione | Entro il 2026          | TBA       | 12       |
| Verde | Al Rayyan/Al Quadeem ↔ Al Rayyan Center | In progettazione | Entro il 2026          | TBA       | 3        |
| Verde | Hamad Hospital ↔ Barzan Tower           | In progettazione | Entro il 2026          | TBA       | 12       |
| Oro   | Al Aziziyah ↔ Industrial Area South     | In progettazione | Entro il 2026          | TBA       | 4        |
| Oro   | Bin Mahoud ↔ Industrial Area North-West | In progettazione | Entro il 2026          | TBA       | 9        |

I prolungamenti previsti per la linea rossa sono due, uno verso nord e uno verso sud. Il prolungamento verso nord comprende 8 stazioni e porterà la linea fino ad Al Khor Nord, quello verso sud comprende invece 11 stazioni ed arriverà fino a Mesaieed Industrial.
Per la linea verde sono invece previsti due prolungamenti e due diramazioni: un prolungamento sarà senza stazioni intermedie verso nord-est fino a Doha West International, l'altro avrà 12 stazioni andando da Al Mansoura ad Industrial Area South; le diramazioni saranno invece una da Hamad Hospital a Barzan Tower con 12 stazioni, e una da Al Rayyan/Al Quadeem ad Al Rayyan Center con 3 stazioni.
Infine, per la linea oro sono previsti un prolungamento da Al Aziziyah ad Industrial Area South con 6 stazioni e una diramazione con 9 stazioni che parte da Bin Mahoud e poi si ricongiunge alla linea principale presso Industrial Area North-West.

### Nuove linee
| Linea | Tratta                                          | Stato            | Inaugurazione prevista | Lunghezza | Stazioni |
| ----- | ----------------------------------------------- | ---------------- | ---------------------- | --------- | -------- |
| Blu   | Aeroporto Internazionale Hamad T2 ↔ Funduq Park | In progettazione | Entro il 2026          | TBA       | 14       |

#### Linea blu
La linea blu (in arabo الخط أزرق) della metropolitana di Doha collegherà il centro di Doha con un percorso semicircolare, partendo da Funduq Park fino ad Aeroporto Internazionale Hamad T2. Nota anche come «linea città», incrocerà la linea verde nelle stazioni di Najma/C-Ring e The White Palace, la linea rossa nelle stazioni di Umm Ghuwailina e Doha Exhibition and Convention Centre e la linea oro nelle stazioni di Ras Bu Abboud, Salwa/C-Ring e Al Sadd. Sarà interamente sotterranea.